# بخش سیکوآنی
بخش سیکوآنی (به اسپانیایی: Sicuani District) یک سکونتگاه مسکونی در پرو است که در Canchis Province واقع شده‌است.

## خصوصیات
بخش سیکوآنی ۶۴۵٫۸۸ کیلومترمربع مساحت و ۵۷٬۴۵۷ نفر جمعیت دارد و ۳٬۵۵۴ متر بالاتر از سطح دریا واقع شده‌است.